# Sternaspis capillata
Sternaspis capillata är en ringmaskart som beskrevs av Nonato 1966. Sternaspis capillata ingår i släktet Sternaspis och familjen Sternaspidae. Inga underarter finns listade i Catalogue of Life.